# Коротков Олександр Олексійович
Олександр Олексійович Коротков (нар. 26 липня 1936, місто Маріуполь, тепер Донецької області) — український радянський діяч, машиніст розливних машин Маріупольського металургійного заводу «Азовсталь» Донецької області. Депутат Верховної Ради УРСР 9—10-го скликань.

## Біографія
Освіта середня спеціальна.
З 1954 року — учень токаря, токар. Служив у Радянській армії.
З 1958 року — жолобильник — машиніст розливних машин доменного цеху Ждановського (Маріупольського) металургійного заводу «Азовсталь» імені Серго Орджонікідзе Донецької області.
Потім — на пенсії в місті Маріуполі Донецької області.

## Нагороди
- ордени
- медалі